# Garbaravičius
Garbaravičius ist ein litauischer männlicher Familienname.

## Personen
- Arvydas Garbaravičius  (* 1953),  Politiker, ehemaliger Bürgermeister von Kaunas
- Ramūnas Garbaravičius (*  1956),  Politiker, Mitglied des Seimas